# Belonoglanis brieni
Belonoglanis brieni är en fiskart som beskrevs av Poll, 1959. Belonoglanis brieni ingår i släktet Belonoglanis och familjen Amphiliidae. IUCN kategoriserar arten globalt som otillräckligt studerad. Inga underarter finns listade.